# Liste der Flaggen historischer Staaten in Italien
Die Liste der historischen Flaggen italienischer Staaten führt die historischen Flaggen ehemaliger Staaten im italienischen Sprachraum auf.

## A

### Alba

Republik Alba, 1796 bis 1801
Republik Alba, 1796 bis 1801

### Ambrosianische Republik

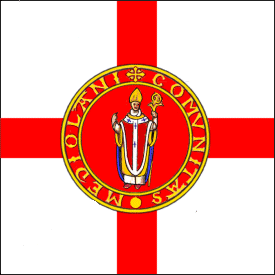
Aurea Repubblica Ambrosiana, 1447 bis 1450

### Anconesische Republik

Anconesische Republik, 1797 bis 1798

## C

### Cisalpinische Republik

Flagge der Cisalpinischen Republik (1797–1802)

### Cispadanische Republik

Flagge der Cispadanischen Republik (1796–1797)

### Cospaia

Republik Cospaia, 1440 bis 1826

### Crema

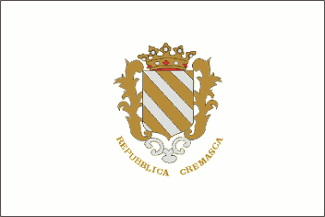
Republik Crema, 1797

## E

### Elba

Fürstentum Elba, 1814 bis 1815
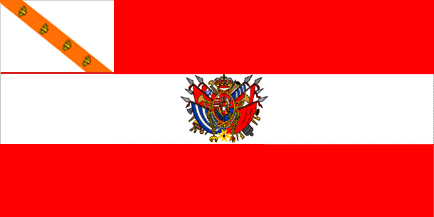
Elba als Teil der Toskana, 1815 bis 1830

### Etrurien

Königreich Etrurien, 1801 bis 1807

## G

### Genua

Republik Genua

## K

### Kirchenstaat

Kirchenstaat, 754–1803
Kirchenstaat, 1803–1825
Kirchenstaat, 1808–1870
Kirchenstaat, 1825–1849, 1849–1870

## L

### Lombardo-Venetien

Königreich Lombardo-Venetien

### Lucca

Lucchesische Republik, 1799 bis 1801
Lucchesische Republik, 1801 bis 1803
Lucchesische Republik, 1803 bis 1805

Fürstentum Lucca, 1805 bis 1809
Herzogtum Lucca, 1815 bis 1818

## M

### Mailand

Herzogtum Mailand bis 1535

### Modena

Herzogtum Modena, 1830 bis 1859

## N

### Neapel

Königreich Neapel, 1282–1442
Königreich Neapel, 1806 bis 1808
Königreich Neapel, 1808 bis 1811
Königreich Neapel, 1811 bis 1815

## P

### Parma

Herzogtum Parma, 1545 bis 1731
Herzogtum Parma, 1851 bis 1859
Seeflagge des Herzogtums Parma, 1851 bis 1859

### Parthenopäische Republik

Parthenopäische Republik, 1799

### Piombino

Fürstentum Piombino

### Pisa

Republik Pisa

## R

### Römische Republik

Römische Republik, 1849
Römische Republik (1849)

## S

### Sardinien

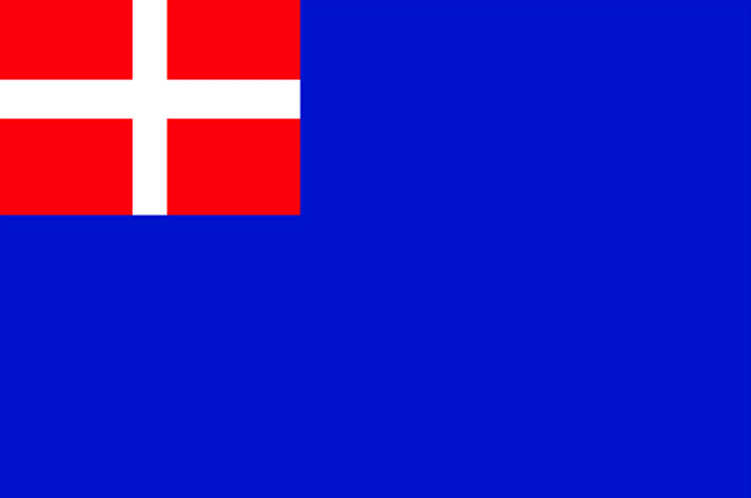
Königreich Sardinien, 1728 bis 1802
Seeflagge des Königreichs Sardinien, 1815 bis 1848

### Sizilien

Königreich Sizilien, bis 1816

### Königreich beider Sizilien

Königreich beider Sizilien, 1816 bis 1848 und 1849 bis 1860
Königreich beider Sizilien, 1848 bis 1849
Königreich beider Sizilien, 1860 bis 1861

## T

### Transpadanische Republik

Flagge der Transpadanischen Republik (1796–1797)

### Toskana

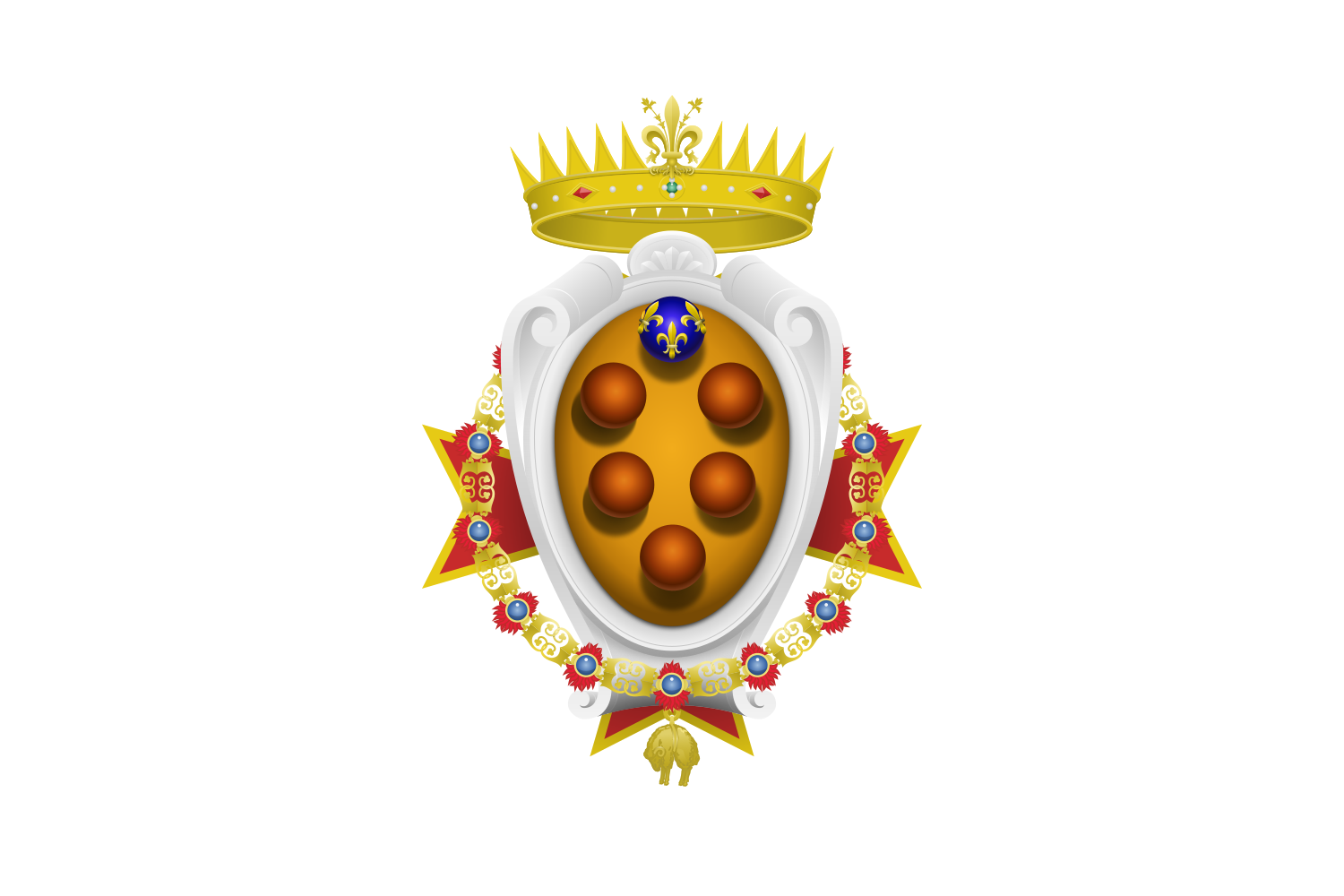
Großherzogtum Toskana, 1562 bis 1737
Großherzogtum Toskana, 1840 bis 1848
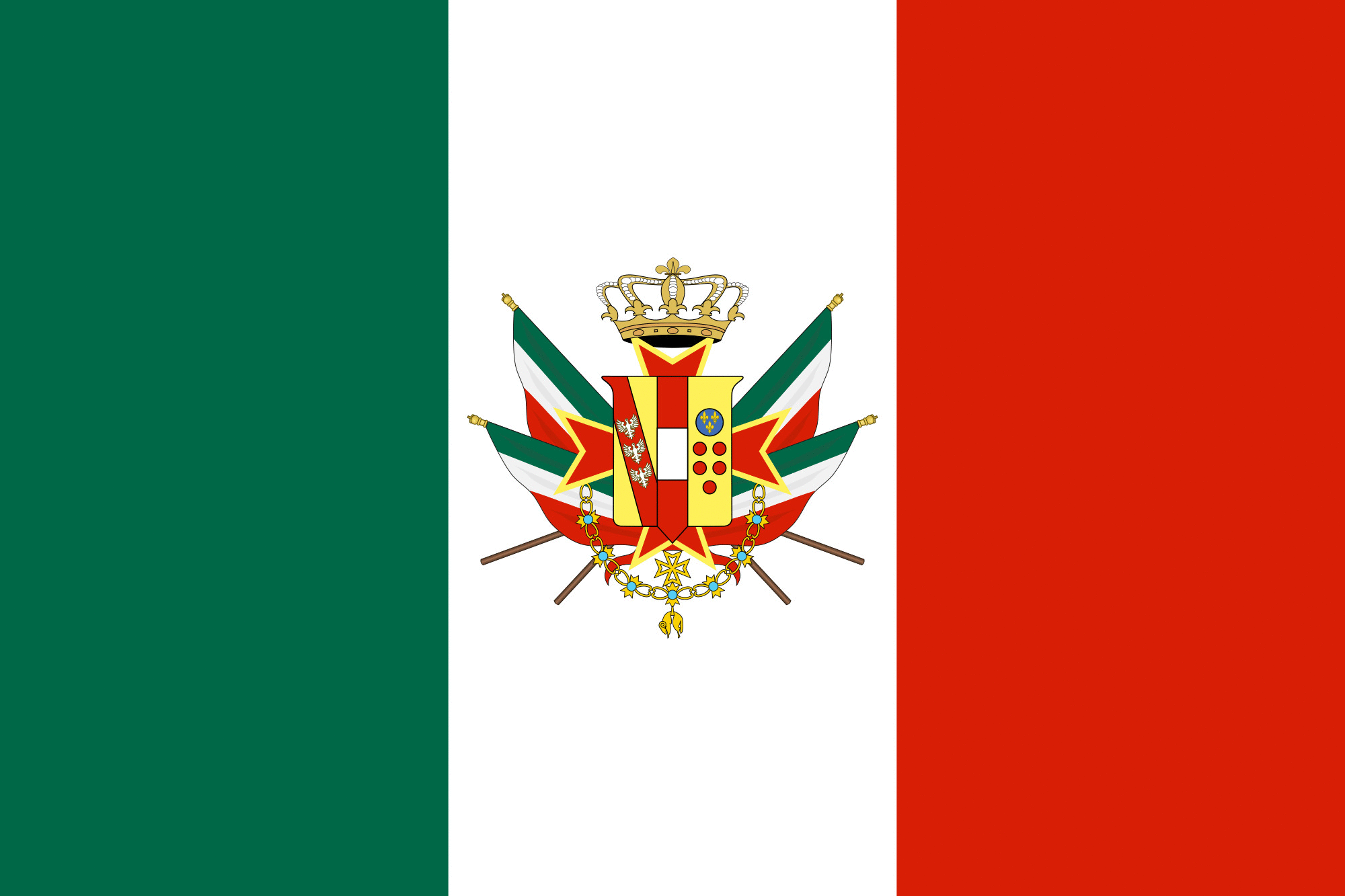
Großherzogtum Toskana, 1848 bis 1849

## V

### Venedig

Republik Venedig, bis 1798
Republik Venedig, 1848 bis 1849